# Chlorophonia
Chlorophonia – rodzaj ptaków z podrodziny organek (Euphoniinae) w rodzinie łuszczakowatych (Fringillidae).

## Zasięg występowania
Rodzaj obejmuje gatunki występujące w Ameryce.

## Morfologia
Długość ciała 10–13 cm; masa ciała 11–27,5 g.

## Systematyka

### Etymologia
- Chlorophonia: gr. χλωρος khlōros „zielony”; rodzaj Euphonia Desmarest, 1806[6].
- Acrocompsa: gr. ακρος akros „skrajny, doskonały”, od ακη akē „punkt”; κομψος kompsos „piękny”[7]. Gatunek typowy: Triglyphidia callophrys Cabanis, 1861.

### Podział systematyczny
Do rodzaju należą następujące gatunki:
- Chlorophonia elegantissima (Bonaparte, 1838) – tęczanka wspaniała
- Chlorophonia cyanocephala (Vieillot, 1819) – tęczanka ciemnolica
- Chlorophonia musica (J.F. Gmelin, 1789) – tęczanka śpiewna
- Chlorophonia sclateri (P.L. Sclater, 1854) – tęczanka portorykańska
- Chlorophonia flavifrons (Sparrman, 1789) – tęczanka antylska
- Chlorophonia pyrrhophrys (P.L. Sclater, 1851) – tęczanka strojna
- Chlorophonia cyanea (Thunberg, 1822) – tęczanka modrogrzbieta
- Chlorophonia flavirostris P.L. Sclater, 1861 – tęczanka obrożna
- Chlorophonia occipitalis (Du Bus, 1847) – tęczanka modrołbista
- Chlorophonia callophrys (Cabanis, 1861) – tęczanka złotobrewa